# Triptyque ardennais
Le Triptyque ardennais est une course cycliste par étapes belge disputée par des amateurs. La première édition a lieu en 1959.
Plusieurs grands noms du cyclisme s'y sont imposés avant d'entrer dans le peloton professionnel, comme Ivan Basso ou Philippe Gilbert. À noter qu'aucun coureur ne l'a remporté plus d'une fois.
Une épreuve réservée aux juniors (moins de 19 ans) est également organisée depuis 2022,.

## Palmarès

### Course juniors
| Année | Vainqueur         | Deuxième            | Troisième             |
| ----- | ----------------- | ------------------- | --------------------- |
| 2022  | Niels Driesen     | Sjoerd te Nijenhuis | Milan Feys            |
| 2023  | Vetle Gilje Lygra | William Graff       | Corneel Vanslembrouck |
| 2024  | Jenthe Verstraete | Lucas Van Gils      | Tuur Verbeeck         |